# Vævning
 Der er for få eller ingen kildehenvisninger i denne artikel, hvilket er et problem. Du kan hjælpe ved at angive troværdige kilder til de påstande, som fremføres i artiklen.

Vævning er en proces, hvormed garn væves til klæde. Processen foregår på en væv. Vævning er opfundet i stenalderen, og processen er ikke ændret i væsentligt omfang.
Vævet klæde består af tråde i to retninger: trenden, også kaldet kæden, på stoffets længste led og islættet, også kaldet skudtråden, på den korte led. Det vævede klædes bredde afhænger af vævens bredde, idet der normalt kun væves i ét lag.
Vævning startes ved oplægning af trend; et antal tråde svarende til ønsket tæthed og bredde udmåles, normalt ved opspænding mellem to par pinde placeret den ønskede vævelængde fra hinanden. Ved hjælp af de to pinde i hver ende kan trendtrådenes rækkefølge fastholdes ved at krydse trådene ved hver vending.
Den færdige trend spændes på væven, og trådene fordeles ligeligt over hele vævebredden – afhængig af vævens type kan dette gøres ved hjælp af en redekam eller selve vævekammen (på båndvæv eller ved brikvævning spændes væven fast på trenden i stedet, og trådene skal ikke fordeles videre). Trenden rulles derefter på bagbommen under belastning, så trådene kommer til at ligge så lige som muligt.
Efter oprulning bindes væven op, ved at hver enkelt tråd føres gennem en sølle fastgjort til det skaft, der passer til trådens placering i vævemønstret. Ved den simple toskaftsvævning (lærred) føres trådene skiftevis gennem søllen på skaft 1 og 2. De mest almindelige håndvæve har 2, 4 eller 8 skafter, mens industrivæve kan have flere hundrede. Efter sølningen skal trenden føres gennem kammen og fastbindes til forbommen.
Så er væven klar.
Det første skaft løftes, og der lægges islæt ind, skaftet sænkes, og næste skaft løftes, det andet islæt lægges ind fra modsat side (hvor islættråden endte før). Dette gentages, indtil der ikke er plads til flere islæt på den fremrullede del af trenden. For hvert isæt slås den vævede tråd sammen med resten af klædet, så hver af islættets tråde kommer til at ligge vinkelret på trenden. Bagbommen løsnes, og trenden rulles frem, så det vævede stykke efterhånden rulles over på forbommen. Begge bomme holdes fastspændte under selve vævningen. Når der ikke er mere trend, kan det vævede klæde klippes af væven og er klar.

## Håndvævning i dag
På trods af industrialiseringens betydning for fremstilling af vævede tekstiler så har håndvævning stadig en plads i hjemmet. I dag foregår der stadig håndvævning rundt omkring i Danmark, især i de forskellige vævegrupper (som for eksempel Randbøldal Vævelaug, som hører hjemme ved Randbøldal Museet). I dag bliver der vævet forskellige typer af tekstiler som for eksempel:
- Viskestykker og håndklæder
- Uldtæpper og plaider
- Kludetæpper
- Bordløbere og dækkeservietter
- Billedvævning og vægophæng
- Sjaler og halstørklæder
- Stof til puder og møbelbetræk
- Stof til påklædning (for eksempel jakker eller vikingedragter)

I dag kan man lære at væve gennem forskellige kurser, blandt andet gennem Dansk Tekstillaugs vævekurser.

## Brikvævning
Brikvævning er en meget gammel metode til at væve bånd uden brug af en egentlig væv. Disse bånd er især blevet brugt til dekoration på tøj, i sadelmageri eller som bælter.
Med denne teknik kan der fremstilles nogle af de mest komplicerede mønstre eller inskriptioner.
De tidligste fund af brikvævning er fundet i Ægypten. Det er et bånd af hør og ramie, som stammer fra det 23. dynasti (945-745 f.v.t.), men teknikken tænkes at være en udviklet teknik allerede omkring 3000 f.v.t..

### Fund
- Bælte fra bronzealderen fundet ved Borum Eshøj, Danmark
- Oseberg, Norge
- Birka